# Compoundpanzerung
Die Compoundpanzerung war eine Art der Panzerung, die etwa ab 1880 auf Kriegsschiffen eingesetzt wurde. Sie bestand aus Schmiedeeisen mit einer aufgeschmiedeten Stahllage und ersetzte die zuvor genutzten reinen schmiedeeisernen oder stählernen Panzerungen.
Erste Ideen für eine Compoundpanzerung stammten vom österreichischen Artillerieoberleutnant Friedrich Thiele. Er schlug 1870 die Kombination von Stahl- und Schmiedeeisenplatten vor. Dabei sollte sich das Schmiedeeisen außen und der Stahl an der Innenseite des Panzers befinden. Weiter entwickelt wurde die Panzerung parallel von Charles Cammell & Co. und John Brown & Company. Die Außenseite der Panzerplatte bestand entgegen Thieles ursprünglicher Idee aus einer Schicht hartem, aber sprödem Stahl, die in etwa ein Drittel der Gesamtstärke ausmachte. Der dem Schiff zugewandte stärkere Teil der Platte war in Schmiedeeisen ausgeführt, das weitaus zäher war als der Stahl. Beide Materialien wurden zusammengeschmiedet und auf die gewünschte Stärke ausgewalzt. So konnte den Geschossen der damaligen Zeit ein ausreichend harter und haltbarer Panzerschutz entgegengestellt werden.
In Deutschland erwarb die Dillinger Hütte das Patent zur Herstellung der Compoundpanzerung. Das erste mit ihr ausgestattete deutsche Kriegsschiff war die Oldenburg.
Die Compoundpanzerung war bereits nach wenigen Jahren durch die Harveypanzerung und die von Friedrich Alfred Krupp entwickelte Kc-Panzerung sowie die Weiterentwicklung der Geschosse überholt.